# Rúrik Gíslason

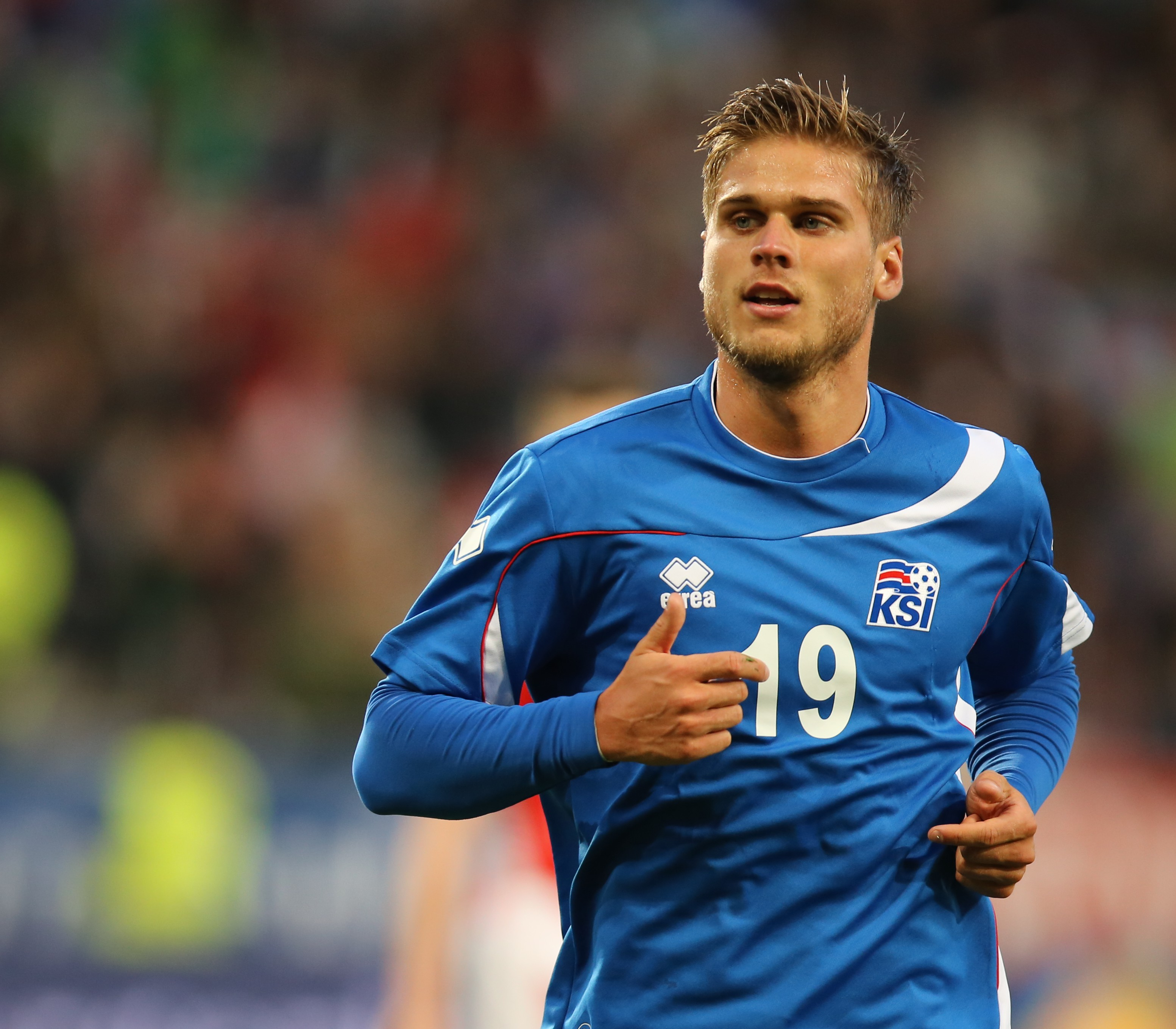
Rúrik Gíslason (2014)

Rúrik Gíslason, född 25 februari 1988, är en isländsk fotbollsspelare (mittfältare) som spelar i SV Sandhausen i tyska 2. Bundesliga.
Började spela för laget HK Kopavogur (även kallat Handknattleiksfelag Kopavogs), kom till RSC Anderlecht och återvände till HK Kopavogur innan han i slutet av augusti 2005 skrev på för Charlton Athletic. Det blev aldrig någon Premier League-match under säsongerna 2005/06 och 2006/07.
I maj 2005 provspelade han för Helsingborgs IF men blev inte erbjuden ett kontrakt.